# 山本愛梨
山本 愛梨（やまもと あいり、2002年11月8日 - ）は、日本の女性アイドルでアーティスト。女性アイドルグループ「Ma'Scar'Piece」のメンバー。「ラストアイドル」及び同グループ内ユニット「Love Cocchi」、ミュージカル&音楽グループ「×純文学少女歌劇団(ふじゅんぶんがくしょうじょかげきだん)」（迷宮アリス名義）の元メンバー。広島県福山市出身。

## 略歴
広島県福山市出身。福山市にあるF.Roseエンターテインメントスタジオ(現エフローズスタジオ)に通いキャリアをスタートする。広島や岡山を中心に複数のグループで活動。一時期は一ノ瀬愛梨名義でも活動。
所属グループ解散後ソロで1年ほど活動し、2017年広島県福山市にできたアクターズスクール広島福山校に通う。
2017年12月17日(16日深夜)に番組ラストアイドル第19回に挑戦者として出演、大石夏摘に挑戦するものの敗れる。2017年12月19日にYouTubeに上げられたMVでセカンドユニット「Love Cocchi」の初お披露目となり、同ユニットのセンターとしてラストアイドルの活動をスタートした。なお、LoveCocchiとしてのテレビ出演は5日後の24日である。
ラストアイドル在籍中は広島県から東京に通う生活だった。
2022年、ラストアイドルの活動終了に伴い個人として活動を開始し上京。
同年8月、ミュージカル&音楽グループ×純文学少女歌劇団の結成に有栖川アリス(のち迷宮アリスに改姓)として参加が発表され、9月に初公演を行った。
2023年1月22日には初ソロライブを開催。2月にはSEPT主催のミュージカル公演『FATALIZM ≠ Re:Another story』にも出演した。

## 出演

### テレビ番組
- ラストアイドル (番組)（テレビ朝日）
  - 2017年12月17日「ラストアイドル」挑戦者として登場。
  - 12月24日 -「Love Cocchi」のメンバーとして出演
- ラストアイドルご褒美冠番組 はじめてLove Cocchi！テレ朝チャンネル1
  - 2018年8月11日
- ラスアイ、よろしく!
  - 2018年10月14日 - ラストアイドルのメンバーとして出演。

### テレビドラマ
- ラブライブ!スクールアイドルミュージカル the DRAMA（2024年11月22日 - 12月27日、毎日放送） - 晴風サヤカ 役[4]

### 配信
- ラストアイドル in AbemaTV（2018年6月3日 - 8月26日、AbemaTV）
- UDAGAWA BASEオープン特番（2019年4月17日、AbemaTV）[5]

### ライブ
- 山本愛梨の焼肉定食LIVE
  - 〜あけおめの巻〜 （2023年1月22日、Shibuya Milkyway）
  - 〜おたおめの巻〜 （2023年11月26日、Theater Mixa）
- 長月翠のやりたいことやってみた vol.1 ゲスト出演 （2023年3月4日、Shibuya Milkyway）
- はったったフェスティバル！ 畑美紗起生誕祭2023 ゲスト出演 （2023年3月25日、Theater Mixa）
- Mimi 24th Birthday Party　髙橋美海生誕祭 ゲスト出演 （2023年7月16日、Mixalive Hall Mixa）
- 奥村優希生誕祭Live ゲスト出演 （2023年10月15日、Mixalive TOKYO Club Mixa）
- #我とパーティー 〜Happy Birthday Party〜（高橋みのり生誕祭） ゲスト出演 （2023年12月16日、ヒューマックスパビリオン新宿アネックス）
- Happy 22nd Birthday Rio 大森莉緒生誕祭 ゲスト出演 （2024年2月4日、Theater Mixa）

### 舞台
- SEPT Presents『FATALISM ≠ Re:Another story』夏目陽織 役 (2023年2月18日~26日 @ スペース・ゼロ)
- 2.5次元舞台『演劇版斬舞踊』（2023年10月5日 - 9日、新宿村LIVE）- クシナダ（櫛名田比売）役[6]
- THEATER MILANO-Za オープニングシリーズ『スクールアイドルミュージカル』（2024年1月11日 - 21日、THEATER MILANO-Za） - 晴風サヤカ 役（西田ひらりとWキャスト）[7]
  - スクールアイドルミュージカル（2025年2月9日 - 19日、日本青年館ホール /  4月4日 - 6日、 大阪新歌舞伎座） - 晴風サヤカ 役（鈴木まゆりとWキャスト）[8]

### その他
- キャラクタープロジェクト「電音部」（2024年） - 三軒神楽役[9]

## 作品
ラストアイドル及び、Love Cocchi の作品については「ラストアイドル#作品」を参照